# Alstermo
Alstermo – miejscowość (tätort) w Szwecji, w regionie administracyjnym (län) Kronoberg, w gminie Uppvidinge.
Według danych Szwedzkiego Urzędu Statystycznego liczba ludności wyniosła: 836 (31 grudnia 2015), 885 (31 grudnia 2018) i 890 (31 grudnia 2019).